# 멜론의 날

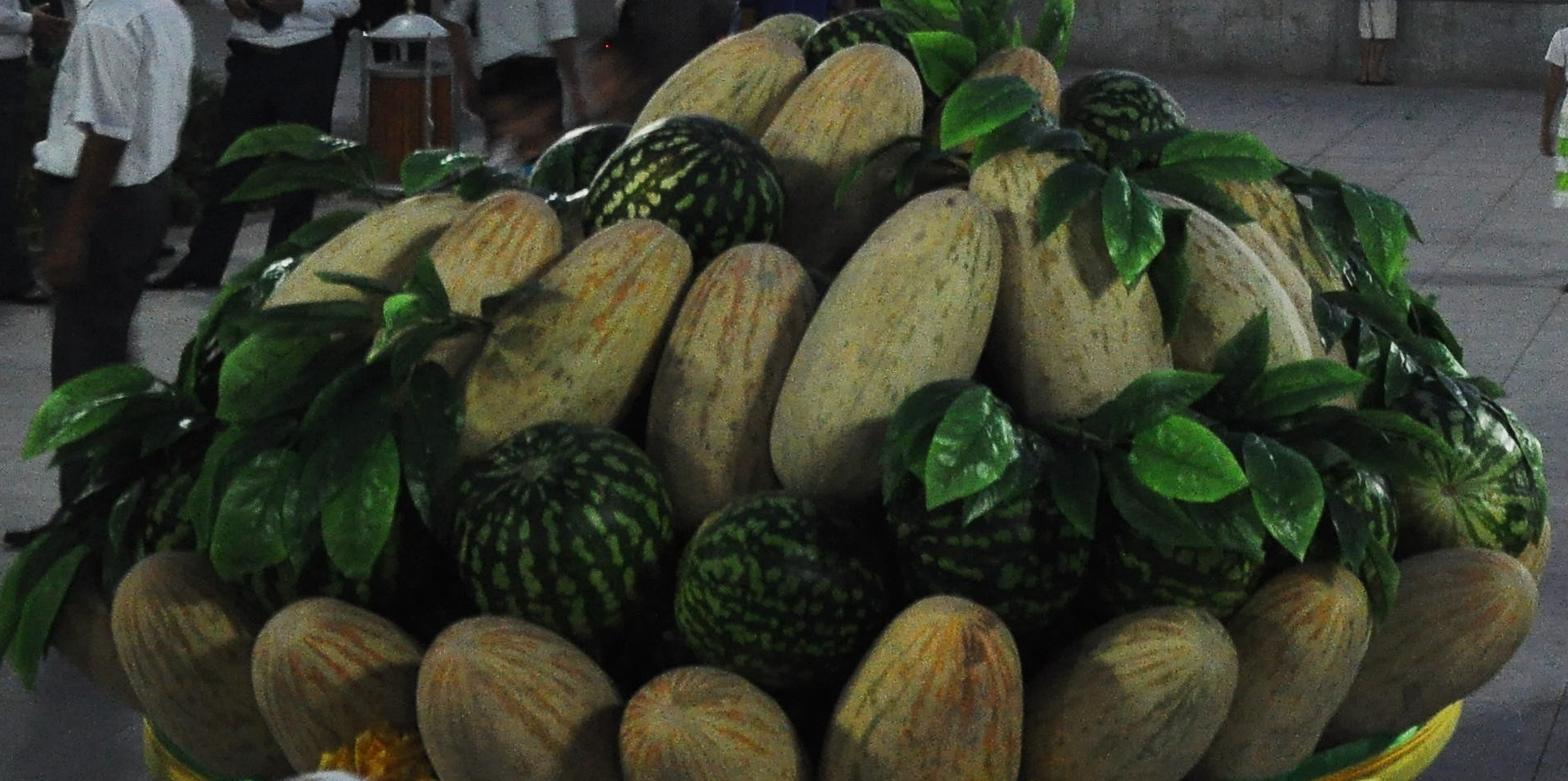
아시가바트 도심에 쌓여있는 멜론과 수박들

멜론의 날(투르크멘어: Gawun baýramy)은 투르크메니스탄의 공휴일로, 매년 8월 두 번째 일요일이다.
투르크메니스탄에는 많은 품종의 멜론이 재배되고 있으며, 열매의 모양도 여러가지가 존재한다. 멜론은 투르크메니스탄의 특산품이다.
당일에는 수도 아시가바트에서 멜론을 포함한 다양한 종류의 과일이 판매된다. 제품의 시식 행사와 멜론에 관한 다양한 행사가 열린다. 멜론의 날은 1994년에 투르크메니스탄 대통령이었던 사파르무라트 니야조프에 의해 제정되었다.